# Tutti Frutti/I'm Just a Lonely Guy
Tutti Frutti/I'm Just a Lonely Guy è un singolo del cantautore statunitense Little Richard, pubblicato nel 1955 su 78 giri e 45 giri.
Il singolo entrò alla 17ª posizione delle classifiche statunitensi, nella 2ª nella classifica R&B statunitense, nella 22ª in quella britannica dei singoli, e vendette più di tre milioni di copie.

## Descrizione
Il lato A, Tutti Frutti, è una delle canzoni più celebri di Little Richard.
Il brano sul lato B, I'm Just a Lonely Guy, venne scritto da Dorothy LaBostrie e incluso solo nel terzo album di Little Richard, The Fabulous Little Richard del 1959.

## Tracce
LATO A
1. Tutti Frutti – 2:25

LATO B
1. I'm Just a Lonely Guy – 2:36